# Saint-Germain-près-Herment
Saint-Germain-près-Herment – miejscowość i gmina we Francji, w regionie Owernia-Rodan-Alpy, w departamencie Puy-de-Dôme.
Według danych na rok 1990 gminę zamieszkiwało 90 osób, a gęstość zaludnienia wynosiła 5 osób/km² (wśród 1310 gmin Owernii Saint-Germain-près-Herment plasuje się na 752. miejscu pod względem liczby ludności, natomiast pod względem powierzchni na miejscu 521.).